# Kleersstraße 2 (Quedlinburg)

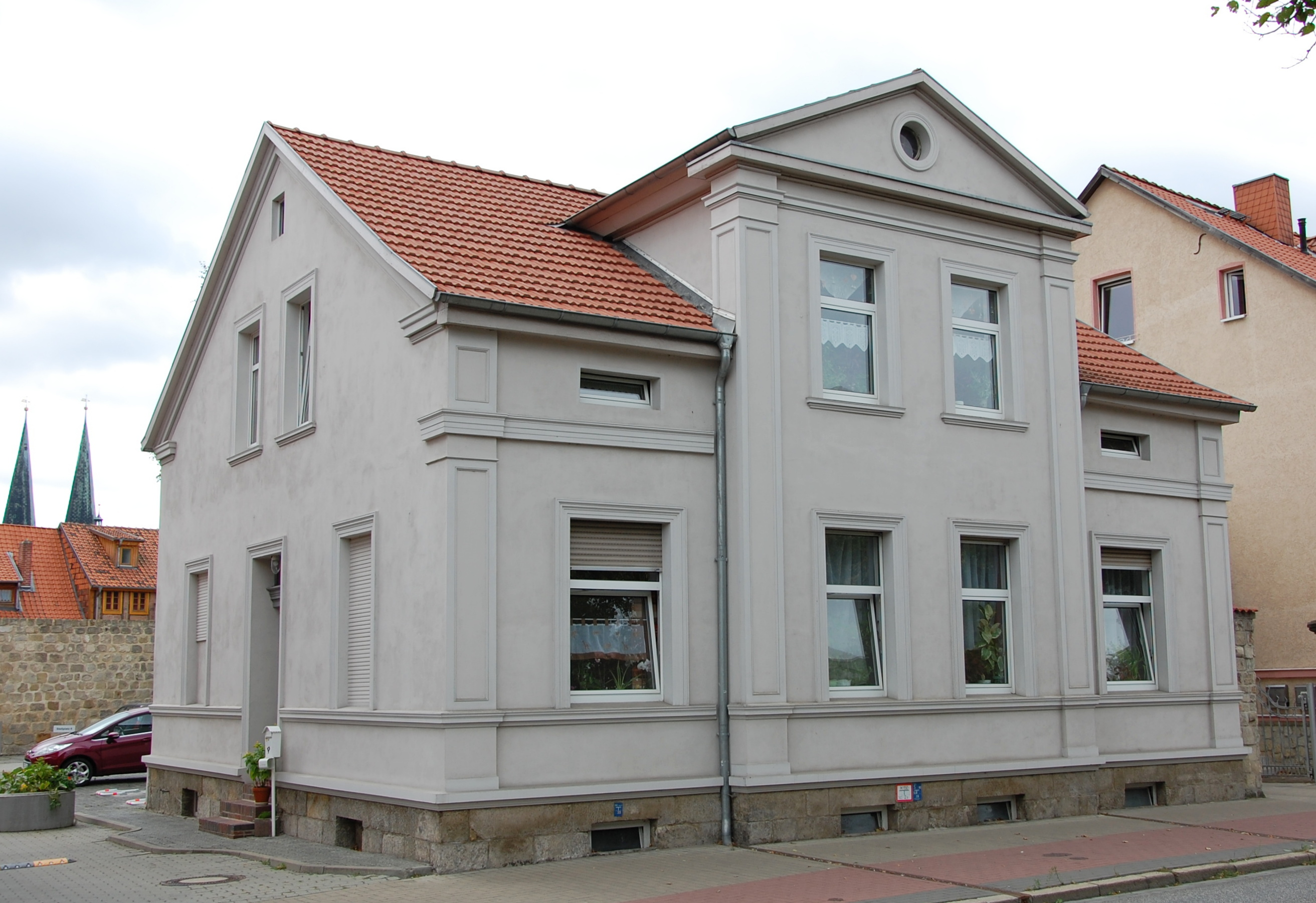
Haus Kleersstraße 2

Das Haus Kleersstraße 2 ist ein denkmalgeschütztes Gebäude in der Stadt Quedlinburg in Sachsen-Anhalt. 

## Lage
Es befindet sich nördlich der historischen Quedlinburger Neustadt und ist im Quedlinburger Denkmalverzeichnis als Wohnhaus eingetragen.

## Architektur und Geschichte
Das an eine Villa erinnernde Gebäude entstand in der Zeit um 1850. Die klassizistische Fassade wird von einem zweiachsigen Mittelrisalit dominiert. Der Grundriss des Hauses ist ebenfalls klassizistisch.